# (1799) Кусевицкий
(1799) Кусевицкий (лат. Koussevitzky) — типичный астероид главного пояса, открыт 25 июля 1950 года в рамках Астероидной программы Индианы в обсерватории имени Гёте Линка и 1 января 1974 года назван в честь контрабасиста, дирижёра и композитора Сергея Кусевицкого.

## Обнаружение и именование
(1799) Кусевицкий
Открыт 25 июля 1950 года обсерваторией имени Гёте Линка в Бруклине.
Назван в честь Сержа Кусевицкого, выдающегося дирижёра Бостонского симфонического оркестра в его золотые годы. Его 25-летняя работа на этом посту была примечательна усилиями по поощрению молодых американских композиторов, а также виртуозными интерпретациями классического репертуара. Название предложено Фрэнком К. Эдмондсоном в ознаменование столетия со дня рождения доктора Кусевицкого 26 июля 1974 года.
Оригинальный текст (англ.)1799 Koussevitzky
Discovered 1950-07-25 by Goethe Link Observatory at Brooklyn.
Named in honor of Serge Koussevitsky, distinguished conductor of the Boston Symphony Orchestra during its golden years. His 25 year tenure was noteworthy for his efforts to encourage young American composers as well as for his masterly interpretations of the classic repertoire. Proposed by Frank K. Edmondson to celebrate the centenary of the birth of Dr. Koussevitsky on July 26, 1974.
Источники: DISCOVERY.DB; M.P.C. 3569.

## Орбита

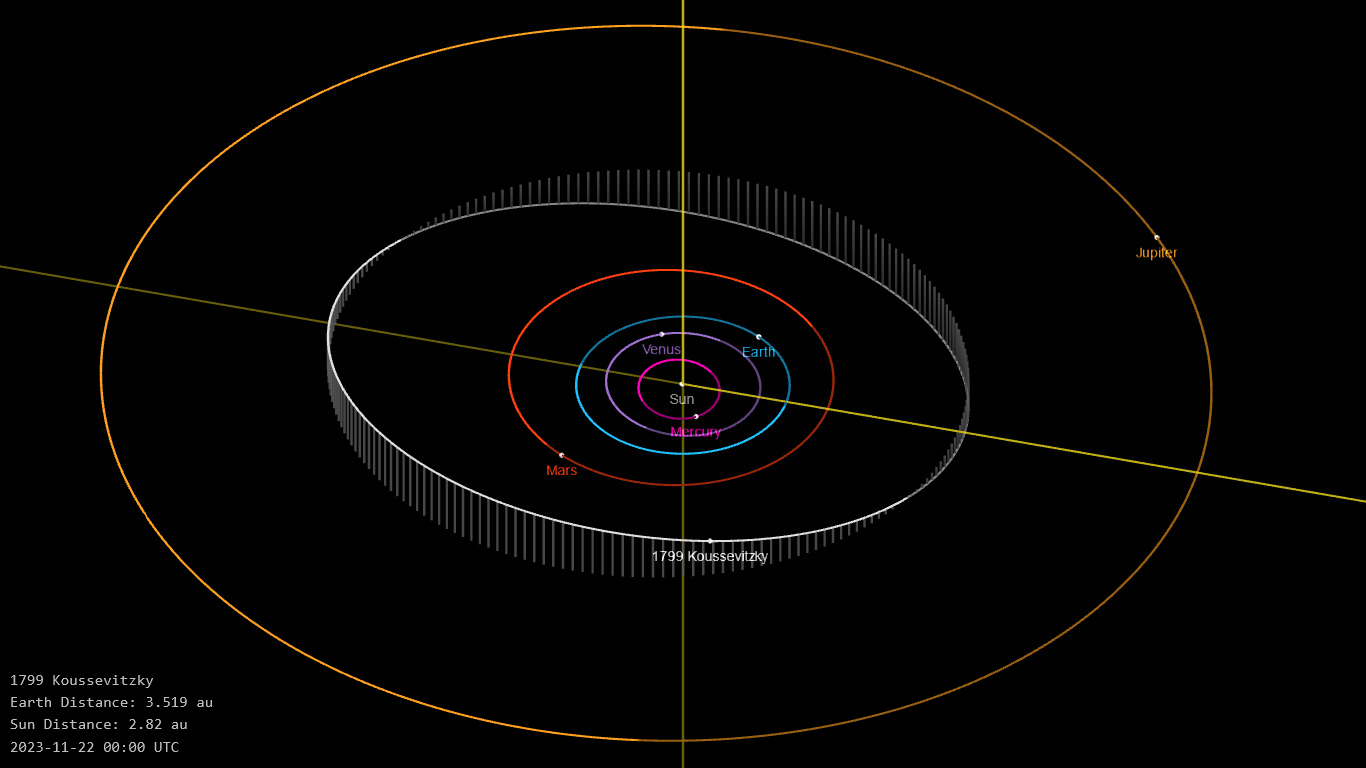
Орбита астероида Кусевицкий и его положение в Солнечной системе

## Физические характеристики
Из результатов второго этапа спектроскопической съёмки малых астероидов главного пояса (Small Main-belt Asteroid Spectroscopic Survey, SMASSII) следует, что астероид относится к таксономическому классу K, а из наблюдений системы телескопов панорамного обзора и быстрого реагирования Pan-STARRS — к классу L.
По результатам наблюдений в инфракрасном диапазоне орбитальной обсерватории IRAS и спутника Akari и наблюдений в видимом и ближнем инфракрасном диапазоне космического телескопа NEOWISE диаметр астероида сначала оценивался равным 23,26±2,4 км, позже — 19,067±0,298 км, 17,88±1,23 км и 18,196±0,156 км. Согласно тем же источникам альбедо оценивается как 0,1426±0,034, 0,2128±0,0350, 0,241±0,035 и 0,233±0,068.